# Historia de la radio

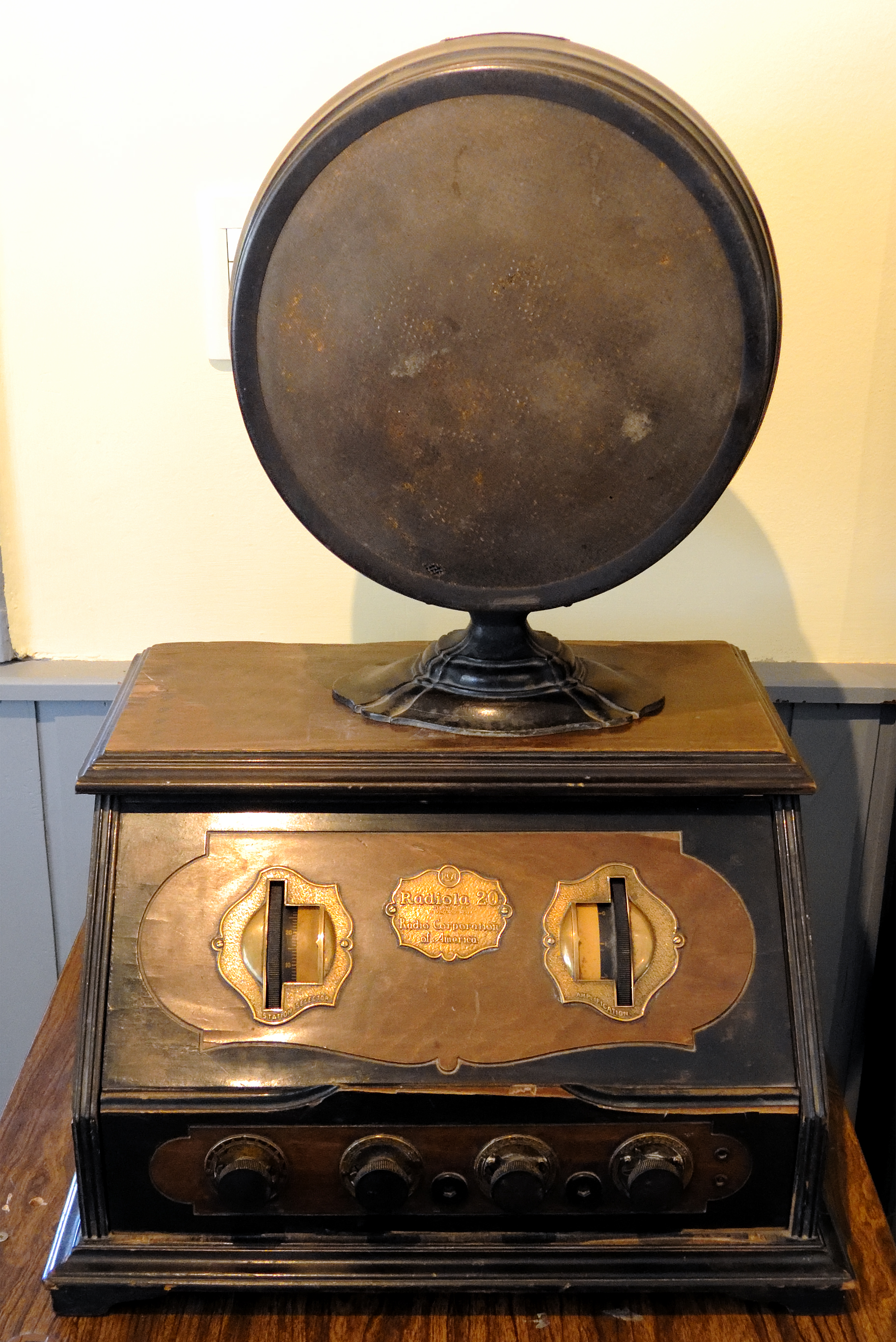
Radio RCA Radiola 20, en el Museo de Trelew, Argentina

La historia de la radio describe los pasos importantes en la evolución de radiocomunicación y el medio de comunicación llamado radio desde el descubrimiento de las ondas de radio hasta la actualidad.

## Descubrimiento de las ondas electromagnéticas de la radio

Grabado de James Clerk Maxwell por G. J. Stodart a partir de una fotografía de Fergus of Greenock.

Las bases teóricas de la propagación de ondas electromagnéticas fueron descritas por primera vez por James Clerk Maxwell en un documento dirigido a la Royal Society (1873) titulado Una teoría dinámica del campo electromagnético, que describía sus trabajos entre los años 1861 y 1865. Su teoría, básicamente, era que los campos eléctricos variables crean campos magnéticos variables, y viceversa, con lo que unos u otros crearán a su vez nuevos campos eléctricos o magnéticos variables que se propagarán por el espacio en forma de campos electromagnéticos variables sucesivos, los cuales se alejarán en forma de ondas electromagnéticas de la fuente donde se originaron.
en 1888, fue el primero en demostrar la teoría de Maxwell, al idear cómo «crear» artificialmente tales ondas electromagnéticas y como detectarlas y, a continuación, llevando a la práctica emisiones y recepciones de estas ondas y analizando sus características físicas demostrando que las ondas creadas artificialmente tenían todas las propiedades de las ondas electromagnéticas «teóricas» y descubriendo que las ecuaciones de las ondas electromagnéticas podían ser reformuladas en una ecuación diferencial parcial denominada ecuación de onda.
El dispositivo que diseñó para producir ondas electromagnéticas consistía en dos barras metálicas del mismo tamaño alineadas y muy próximas por uno de sus extremos y que terminaban en una bola metálica por el otro; sobre una de estas barras eran inyectados «paquetes de electrones» a muy alta tensión que a su vez eran extraídos de la otra barra; los intensos cambios en el número de electrones que esto provocaba en las barras daba origen a descargas de electrones de una a otra barra en forma de chispas a través del estrecho espacio que las separaba, descargas que se producían de una forma que se podría calificar de elástica u oscilante ya que tras una «inyección» de electrones en una barra punto producían descargas alternadas de electrones de una a otra barra cada vez de menor intensidad hasta desaparecer al fin por las resistencias eléctricas. 
Estos cambios alternantes en el número de electrones que tenía cada barra hacía que a lo largo de ellas se propagaran variaciones de la carga eléctrica, lo que originaba campos eléctricos variables de signo opuesto en torno de ellas. Tales campos eléctricos variables daban origen a campos magnéticos variables y estos, a nuevos campos eléctricos variables, con lo que se producían ondas electromagnéticas que se difundían desde esas barras. 
Las «inyecciones» y «sustracciones» de «paquetes de electrones» se conseguían mediante intensos impulsos eléctricos provocados por una bobina de un gran número de espiras que tenía sus extremos unidos cada uno a una de las dos barras y que tenía otra bobina de un pequeño número de espiras concéntrica a ella. Esta segunda bobina recibía breves impulsos eléctricos en baja tensión que inducía a la bobina de gran número de espiras la cual los transformaba en impulsos de muy alta tensión.
El receptor era una barra metálica de forma circular y con sus dos extremos muy próximos uno de otro; la longitud de esta barra estaba calculada para que fuera resonante a los campos magnéticos variables originados en las barras emisoras; las corrientes de electrones provocadas en tal barra receptora por los campos magnéticos variables que captaba causaban pequeñas descargas de electrones entre sus extremos, descargas que eran visibles en forma de chispas. 
Hertz dio un paso de gigante al afirmar y probar que las ondas electromagnéticas se propagan a una velocidad similar a la velocidad de la luz y que tenían las mismas características físicas que las ondas de luz, como las de reflejarse en superficies metálicas, desviarse por prismas, estar polarizadas, etc., sentando así las bases para el envío de señales de radio. 
Como homenaje a Hertz por este descubrimiento, las ondas electromagnéticas pasaron a denominarse ondas hertzianas.
Después del descubrimiento de las "ondas hertzianas" (el término "radio" se adoptaría unos 20 años) muchos científicos e inventores experimentaron con la transmisión inalámbrica, algunos tratando de desarrollar un sistema de comunicación, unos utilizando intencionalmente estas nuevas ondas hertzianas, otros no. La teoría de Maxwell que muestra que la luz y las ondas electromagnéticas hertzianas son el mismo fenómeno en diferentes longitudes de onda llevó al científico "maxwelliano" como John Perry, Frederick Thomas Trouton y Alexander Trotter a suponer que serían análogos a la señalización óptica y el serbio, más tarde nacionalizado estadounidense, Nikola Tesla los consideró relativamente inútiles para la comunicación ya que la "luz" no podía transmitir más allá de la línea de visión.  En 1892 el físico William Crookes escribió sobre las posibilidades de la telegrafía inalámbrica basada en ondas Hertzianas y en 1893 Tesla propuso un sistema para transmitir energía inalámbrica utilizando la tierra como medio. Otros, como Amos Dolbear, Sir Oliver Lodge, Reginald Fessenden,  y Alexander Popov participaron en el desarrollo de componentes y teoría relacionados con la transmisión y recepción de ondas electromagnéticas en el aire para su propio trabajo teórico o como un medios potenciales de comunicación.

## Primeras transmisiones radiofónicas
Durante varios años, a partir de 1894, el inventor italiano Guillermo Marconi construyó el primer sistema completo de telegrafía inalámbrica comercialmente exitoso basado en ondas hertzianas transportadas por el aire (transmisión por radio). Marconi demostró la aplicación de la radio en comunicaciones militares y marinas e inició una empresa para el desarrollo y la propagación de servicios y equipos de comunicación por radio. 
En algunos sitios se atribuye a Tesla la invención de la radio indicando que esta le fue usurpada por Marconi y citando para ello un fallo de la Corte Suprema de EE. UU de 1943. Sin embargo, dicha resolución fue motivada por el contencioso que la Marconi Wireless Tel. Co.  emprendió contra el Gobierno de EE. UU. por el uso en equipos de trasmisión del Ejército del de EE. UU. construidos sin pagar  los derechos de patente a la Marconi Co.  En la sentencia se establece una compensación gubernamental para el uso de patentes, principalmente durante la Primera Guerra Mundial, no las patentes originales que cubren la transmisión y recepción de radio, sino las que cubren mejoras posteriores. Una de estas mejoras fue el uso de una configuración de transformador ajustable de "cuatro circuitos" para transmisión y recepción de radio. Y en este asunto, la contraparte estadounidense de la patente de sintonización británica original de los "cuatro sietes" de Marconi fue de hecho invalidada. Pero, en lugar de darle prioridad a Tesla, el tribunal en realidad confirmó un fallo de la corte inferior de 1935 que el trabajo anterior de Oliver Lodge -y especialmente el de John Stone Stone- tenía prioridad. La decisión de la Corte no anuló las patentes originales de Marconi ni su reputación como la primera persona en desarrollar comunicación radiotelegráfica práctica. Simplemente dijo que la adopción de transformadores ajustables en los circuitos de transmisión y recepción, que fue una mejora de la invención inicial, fue totalmente anticipada por las patentes otorgadas a Oliver Lodge y John Stone Stone. La sentencia NO entró en determinar "quién inventó la radio".

## Desarrollos durante elXX
En 1906, Alexander Lee de Forest modificó el diodo inventado en 1904 por John Fleming añadiéndole un tercer electrodo, con la intención de que detectase las ondas de radio sin violar la patente del diodo, creando así el triodo. Posteriormente se encontró que el triodo tenía la capacidad de amplificar las señales radioeléctricas y también generarlas, especialmente cuando se le hacía trabajar en alto vacío, algo que fue descubierto, analizado y perfeccionado por técnicos de AT&T y de General Electric, lo que permitió la proliferación de las emisiones de radio. El científico austriaco Von Lieben en un proceso totalmente independiente pero paralelo al seguido en Estados Unidos también inventó el triodo.
La Nochebuena de 1906, utilizando el principio heterodino, Reginald Aubrey Fessenden transmitió desde Brant Rock Station (Massachusetts) la primera radiodifusión de audio de la historia. Así, buques en el mar pudieron oír una radiodifusión que incluía a Fessenden tocando al violín la canción O Holy Night y leyendo un pasaje de la Biblia.
En 1907, inventaba la válvula que modula las ondas de radio que se emiten y de esta manera creó ondas de alta potencia en la transmisión.
En 1909 Marconi, con Karl Ferdinand Braun, fue también premiado con el Premio Nobel de Física por sus "contribuciones al desarrollo de la telegrafía sin hilos".
La nueva gran invención fue la válvula termoiónica detectora, inventada por un equipo de ingenieros de Westinghouse.
Fue exactamente el 20 de agosto de 1920 cuando se empezó a retransmitir el primer programa radiofónico de entretenimiento en Míchigan, Estados Unidos. Fue la “WWJ” a través de la frecuencia 950 AM la que transmitió un programa de noticias de Detroit y ese mismo día se realizaron unas 1.920 emisiones de prueba para comprobar que el equipo era capaz de realizar servicios regulares. Así la WWJ se convirtió en la primera radio emisora del mundo que empezó a retransmitir radial y puntualmente de manera exitosa, ya que con anterioridad se habían llevado a cabo pruebas en otros países pero sin mucho éxito de continuidad. 
Los comienzos de la radio en Latinoamérica.
La historia se remonta durante el año 1916 en Puerto Rico cuando un aficionado de la electricidad, Joaquín Agusty, comenzó a experimentar los primeros receptores y transmisiónes radiales. Puerto Rico fue de las primeras tres naciones del mundo en tener una emisora radial completa. Puerto Rico estableció la segunda estación de radio de América Latina y la quinta en el mundo, la WKAQ AM.  La primera estación completa en la isla se inauguró en el 1922, dirigida y administrada por el propio Joaquín Agusty. 
La primera estación de radio en el mundo se estableció en 1920 en Pittsburgh, Pennsilvania.  Esta fue la KDKA y era propiedad de la Westinghouse.  La segunda estación fue la WJZ en Nueva Jersey, propiedad de la misma empresa y se estableció en 1921. La tercera fue la WEAF de la American Telephone & Telegraph, la cual se estableció a principios de 1922 y fue la primera que se utilizó para fines comerciales.
La cuarta emisora fue la PWX en La Habana, Cuba, convirtiéndose en la primera estación radial de Latinoamérica. La quinta estación a nivel mundial es la WKAQ AM en San Juan, Puerto Rico. 
Las primeras transmisiones para entretenimiento regulares comenzaron en 1920 en Argentina. El día 27 de agosto desde la azotea del Teatro Coliseo de Buenos Aires, la Sociedad Radio Argentina transmitió la ópera de Richard Wagner Parsifal, comenzando así con la programación de la primera emisora de radiodifusión en el mundo. Su creador, organizador y primer locutor del mundo fue el Dr. Enrique Telémaco Susini. Para 1925 ya había doce estaciones de radio en esa ciudad y otras diez en el interior del país. Los horarios eran breves y muchas veces entrecortados, desde el atardecer hasta la medianoche.
La primera emisora de carácter regular e informativo es la estación 8MK (hoy día WWJ) de Detroit, Míchigan (Estados Unidos), perteneciente al diario The Detroit News, que comenzó a operar el 20 de agosto de 1920 en la frecuencia de 1500 kHz., aunque muchos autores opinan que es la KDKA de Pittsburg, que comenzó a emitir en noviembre de 1920, porque obtuvo una licencia comercial antes que aquella.
En México, el Ingeniero Constantino de Tárnava realiza la primera transmisión (Broadcast service) de la Primera Estación de Radio el 9 de octubre de 1921. Aunque el servicio realiza pruebas experimentales desde 1919, la nombrada TND inicia el 9 de octubre de 1921 a decir de su fundador. Más tarde recibe los indicativos Experimental 24 A, CYL, CYO, CYA para que finalmente recibiera las nominales XEH en 1929. Esta Estación de Radio en AM sigue hoy (2021) al aire.
En 1922, en Uruguay, la filial de General Electric inició las pruebas experimentales de Radio General Electric, ese mismo año a mediados de noviembre, en el mismo país inician las primeras transmisión regulares con Radio Paradizabal. En ese mismo año, también en Inglaterra, en la estación de Chelmsford, perteneciente a la Marconi Wireless, emitía dos programas diarios, uno sobre música y otro sobre información. El 4 de noviembre de 1922 se fundó en Londres la British Broadcasting Corporation (BBC) que logró acaparar las ondas inglesas.
Ese mismo año, la radio llega a Chile, con la Primera Transmisión Radial que la Universidad de Chile realizó desde el Diario El Mercurio de Santiago. En 1925, llega oficialmente a Perú con la emisora OAX.
Un gran paso en la calidad de los receptores, se produce en 1918 cuando Edwin Armstrong inventa el superheterodino.
En los primeros tiempos de la radio toda la potencia generada por el transmisor pasaba a través de un micrófono de carbón. En los años 1920 la amplificación mediante válvula termoiónica revolucionó tanto los radiorreceptores como los radiotransmisores. Philips, Bell, Radiola y Telefunken consiguieron, a través de la comercialización de receptores de válvulas que se conectaban a la red eléctrica, la audición colectiva de la radio en 1928. No obstante, fueron los laboratorios Bell los responsables del transistor y, con ello, del aumento de la comunicación radiofónica.
En los años cincuenta la tecnología radiofónica experimentó un gran número de mejoras que se tradujeron en la generalización del uso del transistor.
Normalmente, las aeronaves utilizaban las estaciones comerciales de radio de modulación de amplitud (AM) para la navegación. Esto continuó así hasta principios de los años sesenta en que finalmente se extendió el uso de los sistemas VOR.
A principios de los años treinta radio-operadores aficionados inventaron la transmisión en banda lateral única (BLU).
En 1933 Edwin Armstrong describe un sistema de radio de alta calidad, menos sensible a los parásitos radioeléctricos que la AM, utilizando la modulación de frecuencia (FM). A finales de la década este procedimiento se establece de forma comercial, al montar a su cargo el propio Armstrong una emisora con este sistema.
En 1948, la radio se hace visible: se desarrolla abiertamente la televisión.
En 1952, se transmite televisión comercial en color sistema NTSC, en EE. UU. El primer programa en ser transmitido en color fue Meet the Press (Encuentro con la Prensa) de la cadena NBC, un ciclo periodístico que sigue emitiéndose hasta nuestros días.
En 1956 se desarrolla el primer sistema de televisión europeo, que basándose en él mejora el NTSC de Estados Unidos. El sistema es el llamado SECAM. En España durante varios meses TVE transmitió en pruebas en SECAM, aunque finalmente la norma que adoptó fue PAL (ver 1963).
En 1957, la firma Regency introduce el primer receptor transistorizado, lo suficientemente pequeño para ser llevado en un bolsillo y alimentado por una pequeña batería. Era fiable porque al no tener válvulas no se calentaba. Durante los siguientes veinte años los transistores desplazaron a las válvulas casi por completo, excepto para muy altas potencias o frecuencias.
En 1963, se establece la primera comunicación radio vía satélite. Se desarrolla el sistema de televisión en color en México PAL que mejora el NTSC. La norma que se utiliza en España es PAL. La ventaja del PAL sobre el SECAM es que su circuitería es más sencilla.
Al final de los años sesenta la red telefónica de larga distancia en EE. UU. comienza su conversión a red digital, empleando radio digital para muchos de sus enlaces.
En los años setenta comienza a utilizarse el LORAN, primer sistema de radionavegación. Pronto, la Marina de EE. UU. experimentó con la navegación satélite, culminando con la invención y lanzamiento de la constelación de satélites GPS en 1987.
Entre las décadas de los años 1960 y 1980 la radio entra en una época de declive debido a la competencia de la televisión y el hecho que las emisoras dejaron de emitir en onda corta (de alcance global) por VHF (el cual solo tiene un alcance de cientos de kilómetros)
En los años 1990 las nuevas tecnologías digitales comienzan a aplicarse al mundo de la radio. Aumenta la calidad del sonido y se hacen pruebas con la radio satelital (también llamada radio HD), esta tecnología permite el resurgimiento en el interés por la radio.
A finales del siglo XX, experimentadores radioaficionados comienzan a utilizar ordenadores personales para procesar señales de radio mediante distintas interfaces (Radio Packet).

## Historia reciente
En la historia reciente de la radio, han aparecido las radios de baja potencia, constituidas bajo la idea de radio libre o radio comunitaria, con la idea de oponerse a la imposición de un monólogo comercial de mensajes y que permitan una mayor cercanía de la radio con la comunidad.
Hoy en día la radio a través de Internet avanza con celeridad y eficacia. Por eso, muchas de las grandes emisoras de radio empiezan a experimentar con emisiones por Internet, la primera y más sencilla es una emisión en línea, la cual llega a un público global, de hecho su rápido desarrollo ha supuesto una rivalidad con la televisión, lo que irá aparejado con el desarrollo de la banda ancha en Internet.

## Fechas destacables
- 1873. El físico escocés James Clerk Maxwell  obtiene las ecuaciones generales de la propagación de las ondas electromagnéticas.
- 1887. El físico alemán Heinrich Rudolf Hertz consigue demostrar la existencia de las ondas electromagnéticas. Además, descubre el efecto fotoeléctrico por medio de un descargador o resonador.
- 1890. El físico francés Edouard Branly inventa un aparato que recibe las señales de la telegrafía sin utilizar hilos.[1]
- 1893. Tesla logró transmitir energía electromagnética sin cables, construyendo el primer radiotransmisor.
- 1896. El ingeniero ruso Alexander Popov inventa la primera antena radioeléctrica. También construye el primer receptor de ondas electromagnéticas
- 1897. Guillermo Marconi presenta la patente del radiotransmisor.
- 1899. El italiano Guillermo Marconi consigue el enlace a través del canal de la Mancha, entre Dover (Inglaterra) y Boulogne (Francia), a una distancia de 48 km, en lo que fue la primera transmisión entre ambos países.
- 1900. Se inventa la radio en amplitud de modulación.
- 1900. La grabación magnética de la voz en un hilo de acero se introduce por V. Poulsem y se le da el nombre de telegrafono.
- 1900. La Wireless Telegraph Trading Signal Co. Ltd cambia su nombre a Marconi Telegraph Co.
- 1900. Emile Berliner introduce la superficie de disco tipo plano para la grabación del sonido.
- 1900. Guillermo Marconi recibe en Inglaterra la patente por su equipo de sintonía.
- 1901. El 12 de diciembre, Guglielmo Marconi en colaboración con el inglés John A. Fleming, recibe en San Juan de Terranova la primera señal telegráfica sin hilos, una "S" en código Morse, enviada desde Poldhu, en Cornuelles, estableciendo una distancia de 2400 km.
- 1901. El 12 de diciembre. Se transmite la letra S en código Morse desde Poldhu, Cornwal en Inglaterra, 2170 millas a través del Atlántico hasta un dispositivo aéreo suspendido en un papalote (Cometa) en St. John's, Newfoundland, Canadá.
- 1901. En diciembre de 1901, Marconi acometió la gran empresa que marcaría un hito histórico, al intentar transmitir señales desde la estación de Poldhu a otra estación erigida en Terranova, a 3.500 km de distancia. Marconi lo consiguió el 12 de diciembre de 1901, fecha que pasaría a la historia por ser la primera comunicación transatlántica, sin el uso de cables de ningún tipo, por ondas de radio. A finales de 1903, la compañía Marconi tenía montadas más de 40 estaciones sobre las costas de Inglaterra, sus colonias, Estados Unidos, Italia y otros países. Prestaba los servicios semafóricos del Lloyd y sus sistema se empleaba en las escuadras inglesa, italiana y norteamericana.
- 1908. En California tiene lugar la primera emisión radiofónica de carácter privado de la mano de Charles Herrold.
- 1914-1918. El uso de la radio como elemento comunicativo empieza a utilizarse entre los ejércitos durante la Primera Guerra Mundial. La utilidad de este medio radica en su valor estratégico de la comunicación sin hilos y sirve para mantener el carácter reservado de las comunicaciones.
- 1920. Primeras transmisiones radiodifundidas para entretenimiento. Esto ocurre el 27 de agosto desde la terraza del Teatro Coliseo de la Ciudad de Buenos Aires. El proyecto fue encabezado por el Dr. Enrique Telémaco Susini y sus tres colaboradores: César Guerrico, Luis Romero Carranza y Miguel Mujica, luego llamados «Los locos de la azotea».
- 1920. Empieza a funcionar en la ciudad Norteamericana de Pittsburgh la KDKA, conocida por ser la primera estación de radio que emite una programación regular y continuada.
- 1921. En Monterrey, Nuevo León, México, el 9 de octubre Constantino de Tárnava realiza la primera transmisión de la Primera Estación de Radio en México: la TND, después recibe las nominales XEH.
- 1922. El francés Maurice Vinot emite desde París los primeros boletines de información con noticias de actualidad general y deportes. Esto es posible gracias a la emisora Radiola y la agencia de noticias Havas. Ese mismo año, nace la radio como medio de comunicación en Chile, transmitiéndose desde el Diario El Mercurio.

### Primeras estaciones de radio
Esta es una lista de estaciones de radio. Las primeras fueron simples sistemas de radiotelegrafía que no transportaban audio, y no se listan. Se incluyen tanto estaciones AM como FM; comerciales, públicas y de las sin fines de lucro.

Notala primera transmisión de audio reclamada que podría ceñirse a estación ocurre en la Nochebuena de 1906, hecha por Reginald Fessenden.
Charles Herrold comienza la radiodifusión en California en 1909 y transporta audio en 1910. Alguna fechas no son seguras.

La siguiente lista muestra los países, con el año de inicio radiofónico.
| País                           | Fecha |
| ------------------------------ | ----- |
| Países Bajos                   | 1918  |
| Argentina                      | 1920  |
| Canadá                         | 1920  |
| Colombia                       | 1920  |
| EE. UU.                        | 1920  |
| Malasia británica              | 1921  |
| México                         | 1921  |
| Nueva Zelanda                  | 1921  |
| Rusia                          | 1921  |
| Uruguay                        | 1921  |
| Ceilán                         | 1922  |
| Chile                          | 1922  |
| Cuba                           | 1922  |
| Puerto Rico                    | 1922  |
| Francia                        | 1922  |
| Gran Bretaña                   | 1922  |
| Panamá                         | 1922  |
| Suiza                          | 1935  |
| Alemania                       | 1923  |
| Australia                      | 1923  |
| Austria                        | 1923  |
| Bélgica                        | 1923  |
| Brasil                         | 1923  |
| Checoslovaquia                 | 1923  |
| China                          | 1923  |
| Dinamarca                      | 1923  |
| España                         | 1923  |
| Finlandia                      | 1923  |
| Indias Orientales Neerlandesas | 1923  |
| Italia                         | 1923  |
| Sudáfrica                      | 1923  |
| Suecia                         | 1923  |
| Costa Rica                     | 1924  |
| Estonia                        | 1924  |
| Lituania                       | 1924  |
| Luxemburgo                     | 1924  |
| Noruega *                      | 1924  |
| Polonia                        | 1924  |
| Serbia                         | 1924  |
| Afganistán *                   | 1925  |
| Antillas Neerlandesas          | 1925  |
| Croacia                        | 1925  |
| Ecuador                        | 1925  |
| Egipto                         | 1925  |
| Fiyi *                         | 1925  |
| Hungría                        | 1925  |
| Irlanda                        | 1925  |
| Japón                          | 1925  |
| Letonia                        | 1925  |
| Perú                           | 1925  |
| Portugal                       | 1925  |
| Rumania                        | 1925  |
| Ciudad libre de Dánzig         | 1926  |
| El Salvador                    | 1926  |
| Grecia                         | 1926  |
| Guatemala                      | 1926  |
| Guayana Británica              | 1926  |
| Lituania                       | 1926  |
| República Dominicana           | 1926  |
| Venezuela                      | 1926  |
| Argelia *                      | 1927  |
| Basutolandia                   | 1927  |
| Bolivia                        | 1927  |
| Congo Belga                    | 1927  |
| Groenlandia                    | 1927  |
| Haití                          | 1927  |
| India                          | 1927  |
| Indochina francesa             | 1927  |
| Kenia                          | 1927  |
| Liberia                        | 1927  |
| Mauricio                       | 1927  |
| Nueva Guinea Holandesa *       | 1927  |
| Santa Elena *                  | 1927  |
| Siam                           | 1927  |
| Singapur                       | 1927  |
| Surinam *                      | 1927  |
| Turquía                        | 1927  |
| Honduras                       | 1928  |
| Hong Kong                      | 1928  |
| Marruecos *                    | 1928  |
| Samoa Occidental *             | 1928  |
| Bulgaria                       | 1929  |
| Islas Malvinas                 | 1929  |
| Mozambique                     | 1929  |
| Yemen del Norte *              | 1929  |
| Bermuda *                      | 1930  |
| Honduras Británica             | 1930  |
| Islandia *                     | 1930  |
| Mandato Británico de Palestina | 1930  |
| Túnez *                        | 1930  |
| Etiopía                        | 1931  |
| Madagascar *                   | 1931  |
| Nicaragua *                    | 1931  |
| Nigeria                        | 1931  |
| Ciudad del Vaticano            | 1931  |
| África Occidental Francesa *   | 1932  |
| Arabia Saudita                 | 1932  |
| Islas Leeward *                | 1932  |
| Macau                          | 1932  |
| Rodesia del Sur                | 1932  |
| Islas Windward *               | 1934  |
| Mongolia                       | 1934  |
| Papúa Nueva Guinea             | 1934  |
| Sierra Leona                   | 1934  |
| Andorra *                      | 1935  |
| Costa de Oro                   | 1935  |
| Malta                          | 1935  |
| Bahamas *                      | 1936  |
| Irak *                         | 1936  |
| Paraguay                       | 1936  |
| Islas Gilbert y Ellice         | 1937  |
| Líbano                         | 1937  |
| Albania *                      | 1938  |
| Chipre                         | 1938  |
| Islas Pitcairn                 | 1938  |
| Jamaica                        | 1938  |
| Trinidad y Tobago              | 1938  |
| África Ecuatorial Francesa     | 1939  |
| Libia                          | 1939  |
| Adén                           | 1940  |
| Bechuanalandia                 | 1940  |
| Irán *                         | 1940  |
| Somalilandia Británica         | 1940  |
| Sudán anglo-egipcio *          | 1940  |
| Baréin                         | 1941  |
| Rodesia del Norte              | 1941  |
| Seychelles                     | 1945  |
| Siria                          | 1945  |
| Brunéi *                       | 1947  |
| Guinea Española                | 1947  |
| Transjordania                  | 1948  |
| Nepal                          | 1950  |
| Santo Tomé y Príncipe          | 1950  |
| Cabo Verde                     | 1951  |
| Kuwait                         | 1951  |
| Tanganika                      | 1951  |
| Timor Portugués                | 1960  |
| Maldivas                       | 1962  |
| Catar                          | 1968  |
| Nauru                          | 1968  |
| África del Sudoeste            | 1969  |
| Omán                           | 1970  |
| Bután                          | 1973  |

* Fechas no confirmadas

## La radio en Ecuador
Ecuador tuvo dos personajes importantes en cuanto al nacimiento de la radio: el ingeniero eléctrico Carlos Cordovez Borja, quien desde inicios de los años 20´s ya estaba interesado en la experimentación con instrumentos radiofónicos y fue el creador de la primera transmisión radiofónica en el país, el 27 de febrero de 1925.
Y el doctor Francisco Guillermo Andrade Arbaíza creador de la primera estación de radio ecuatoriana: Radio París.
Más tarde, en el año 1929, el ingeniero Cordovez creó su propia estación de radio llamada: El Prado y tenía trasmisiones en vivo todos los jueves.
Un año después apareció la primera estación comercial llamada EcuadoRadio llevada a los escuchas por medio de altoparlantes ubicados en plazas y teatros. En ese entonces la radio en Ecuador era muy utilizada para transmitir radionovelas o radioteatro, el mayor éxito fue: El derecho de nacer.
Tanto así que el 12 de febrero de 1949 (11 años después de que pasara en Nueva York) la audiencia escuchó atenta la narración de La Guerra de los Mundos y el país se volvió loco durante esas horas en que pensaban que habían sido invadidos por los aliens.
La radio de Ecuador se caracteriza por su inclinación noticiosa al periodismo deportivo y esto comenzó desde 1938 cuando cuatro nadadores ecuatorianos coronaron campeona a Sudamérica con su talento y esto provocó un gran acontecer noticioso que fue transmitido por todos los altos parlantes.
No fue sino hasta 1975 que se concretó una regularización y se nombró la Ley de Radiodifusión y Telecomunicaciones el 18 de abril de ese año. Este era un cuerpo legal con tintes nacionalistas que sutilmente presionaba y controlaba los contenidos de la programación cuidándose de expresiones o atentados contra la nación. 20 años después hubo cambios importantes a esa regularización y un año después, en 1996 la ley se reglamentó.

## La radio en México
La radio en México corre muy de cerca a la historia de la radio en los Estados Unidos u otro país de la llamada Civilización Occidental. Como bien apunta la Dra. Elizabeth Rodríguez Montiel, “la radio no se inventó en México”. Como igual lo leemos en este amplio y claro artículo en Wikipedia. Esto sirve como introducción para decir que la Historia del Radio se divide en 3 Etapas (con cierto foco en el radio comercial).
Con la invención del Radio, se hicieron varias transmisiones experimentales con la nueva tecnología: Telegrafía Sin Hilos. En México empezaron desde 1919. Realizadas las pruebas, la primera transmisión de una Estación de Radio tuvo lugar en Monterrey, Nuevo León, el 9 de octubre de 1921 por Constantino de Tárnava. Así inicia el Radio en México y abre la Etapa 1.
Evidentemente una etapa dominada por el tipo de Radio que inauguró la XEW la Voz de América Latina desde México en 1930 comandada por Don Emilio Azcárraga Vidaurreta. Todos siguieron la poderosa W. Es la era de las grandes voces, los programas en vivo, grandes orquestas, los crooners. Información. Noticias. La era del Radio de bulbos como centro de diversión familiar. En México esta Etapa 1 comprende de 1919 a mediados de la década de los 50.
La Etapa 2 de la Gran Historia del Radio transcurre aproximadamente de mediados los 50 hasta los 90. Es un Radio caracterizado por la aparición de los transistores, el disco de 45 irrompible y la revolución que generó un nuevo tipo de música: el Rock and Roll.
La Etapa 2 la inicia el lanzamiento de XEJP como Radio Variedades en agosto de 1958. El Radio empezó a cambiar su modus operandi. Este nuevo tipo de radio lo comandó Don Francisco Aguirre de Organización Radio Centro, con Ramiro Garza al frente del proyecto.
La Etapa 3 de la Gran Historia del Radio es la que estamos viviendo hoy en día. En unos países se puede apreciar el cambio a partir de la aparición del Disco Compacto. En otras latitudes se observa más claro desde el uso popular del Internet. Todas se equilibran con la llegada del año 2000. Etapa donde tres características se aprecian como causas y efectos: el declive de las estaciones de Amplitud Modulada, un porcentaje cada vez mayor de contenido hablado, de información especializada y el uso de redes sociales como complemento del Radio.
La Etapa 3 inicia en 1994. Se ubica en mayo de 1994. La comanda Don Rogerio Azcárraga Madero y Organización Radio Fórmula. Su programa emblema: el Noticiario de Joaquín López Dóriga. Una gran porcentaje sigue este tipo de radio.
Actualmente según cifras del IFETEL años recientes tomadas de la UNESCO (en 2021), de las 2,059  estaciones de radio el 68.48% son de uso comercial, 16.42% de uso público, 10.49% de uso social, 3.98% de uso social comunitario y el 0.63% de uso social indígena.